# Генерал-губернатор Барбадосу
Генера́л-губерна́тор Барба́досу — колишній фактичний глава держави Барбадос. Він представляв формального главу держави — монарха Сполученого Королівства — і призначався за порадою прем'єр-міністра. У 2021 Барбадос став республікою.

## Список генерал-губернаторів Барбадосу
- Сер Джон Монтегю Стоу (29 листопада 1966 — 18 травня 1967)
- Сер Арлі Вінстон Скотт (18 травня 1967 — 9 травня 1976)
- Сер Вільям Дуглас (9 травня — 17 листопада 1976) (в.о.)
- Сер Дейтон Лайл Ворд (17 листопада 1976 — 9 січня 1984)
- Сер Вільям Дуглас (10 січня — 24 лютого 1984) (в.о.)
- Сер Г'ю Спрінгер (24 лютого 1984 — 6 червня 1990)
- Леді Ніта Берроу (6 червня 1990 — 19 грудня 1995)
- Сер Деніс Вільямс (19 грудня 1995 — 1 червня 1996) (в.о.)
- Сер Кліффорд Гасбендс (1 червня 1996 — 21 жовтня 2011)
- Елліот Белгрейв (21 жовтня 2011 — 30 травня 2012) (в.о.)
- Сандра Мейсон (30 травня 2012 — 1 червня 2012) (в.о.)
- Елліот Белгрейв (1 червня 2012 — 1 липня 2017)
- Филип Мерлоу Грівз (1 липня 2017 — 8 січня 2018) (в.о.)
- Сандра Мейсон (8 січня 2018 — 2021)